# Camaricus
Camaricus is een geslacht van spinnen uit de  familie van de Thomisidae (krabspinnen).

## Soorten
- Camaricus bipunctatus (Bastawade, 2002)
- Camaricus castaneiceps (Berland, 1924)
- Camaricus cimex (Karsch, 1878)
- Camaricus florae (Barrion & Litsinger, 1995)
- Camaricus formosus (Thorell, 1887)
- Camaricus hastifer (Percheron, 1833)
- Camaricus khandalaensis (Tikader, 1980)
- Camaricus maugei (Walckenaer, 1837)
- Camaricus mimus (Pavesi, 1895)
- Camaricus nigrotesselatus (Simon, 1895)
  - Camaricus nigrotesselatus lineitarsus (Strand, 1907)
- Camaricus parisukatus (Barrion & Litsinger, 1995)
- Camaricus pulchellus (Simon, 1903)
- Camaricus rinkae (Biswas & Roy, 2005)
- Camaricus siltorsus (Saha & Raychaudhuri, 2007)